# Julien Guiomar
Julien Guiomar (3 de mayo de 1928 – 22 de noviembre de 2010) fue un actor y humorista de nacionalidad francesa.

## Biografía
Nacido en Morlaix, Francia, su nombre completo era Julien Joseph Charles Marie Guiomar. Tras haber considerado seguir la carrera de dentista, como su padre, finalmente decidió cursar estudios de arte dramático con Pierre Renoir y, posteriormente, los impartidos por René Simon. 
Guiomar colaboró con Jean Vilar en el Teatro Nacional Popular a lo largo de cinco años. En su faceta cinematográfica, que alternó con la teatral, Guiomar actuó en dos películas de Philippe de Broca, quien supo aprovechar la faceta extravagante del artista. Su papel de coronel en el film Z destacaba por su brutalidad, siendo también relevantes sus interpretaciones en La Vía Láctea y La Fiancée du pirate. Interpretó también papeles cómicos, algunos de carácter fantástico (La moutarde me monte au nez, Les Ringards, L'Aile ou la Cuisse, en el papel de Jacques Tricatel), y otros más sutiles (L'Incorrigible).
Julien Guiomar falleció en 2010 en Monpazier, Francia, como consecuencia de una enfermedad cardíaca. Tenía 82 años de edad. Fue enterrado en la misma localidad de su muerte.

## Teatro
- 1950 : Barabbas, de Michel de Ghelderode, escenografía de Jean Le Poulain y Roger Harth, Théâtre de l'Œuvre
- 1952 : La Puissance et la Gloire, de Pierre Bost, Pierre Darbon y Pierre Quet a partir de Graham Greene, escenografía de André Clavé, Théâtre de l'Œuvre
- 1953 : La Puissance et la Gloire, de Pierre Bost, Pierre Darbon y Pierre Quet a partir de Graham Greene, escenografía de André Clavé, Théâtre des Célestins
- 1955 : La Famille Arlequin, de Claude Santelli, escenografía de Jacques Fabbri, Théâtre du Vieux-Colombier
- 1956 : Misère et Noblesse, de Eduardo Scarpetta, escenografía de Jacques Fabbri, Teatro de la Alliance française
- 1956 : Jules, de Pierre-Aristide Bréal, escenografía de Jacques Fabbri, Théâtre Antoine
- 1956 : La Famille Arlequin, de Claude Santelli, escenografía de Jacques Fabbri, Théâtre Antoine
- 1957 : La Famille Arlequin, de Claude Santelli, escenografía de Jacques Fabbri, Théâtre des Célestins
- 1958 : Lope de Vega, de Claude Santelli, escenografía de Jacques Fabbri, Théâtre de la Renaissance
- 1958 : Ubú rey, de Alfred Jarry, escenografía de Jean Vilar, Teatro Nacional Popular] y Théâtre national de Chaillot
- 1959 : La Fête du cordonnier, de Michel Vinaver a partir de Thomas Dekker, escenografía de Georges Wilson, Teatro Nacional Popular y Théâtre national de Chaillot
- 1959 : El sueño de una noche de verano, de William Shakespeare, escenografía de Jean Vilar, Teatro Nacional Popular y Festival de Aviñón
- 1959 : Madre Coraje y sus hijos, de Bertolt Brecht, escenografía de Jean Vilar, Teatro Nacional Popular y Festival de Aviñón
- 1959 : La Mort de Danton, de Georg Büchner, escenografía de Jean Vilar, Teatro Nacional Popular y  Théâtre national de Chaillot
- 1960 : Erik XIV, de August Strindberg, escenografía de Jean Vilar, Teatro Nacional Popular, Théâtre national de Chaillot y Festival de Aviñón
- 1960 : Madre Coraje y sus hijos, de Bertolt Brecht, escenografía de Jean Vilar, Teatro Nacional Popular y Festival de Aviñón
- 1960 : Ubú rey, de Alfred Jarry, escenografía de Jean Vilar, Teatro Nacional Popular y Théâtre national de Chaillot
- 1960 : La resistible ascensión de Arturo Ui, de Bertolt Brecht, escenografía de Jean Vilar y Georges Wilson, Teatro Nacional Popular y Théâtre national de Chaillot
- 1961 : El alcalde de Zalamea, de Pedro Calderón de la Barca, escenografía de Georges Riquier y Jean Vilar, Teatro Nacional Popular y Festival de Aviñón
- 1961 : La paz, de Aristófanes, escenografía de Jean Vilar, Teatro Nacional Popular y Théâtre national de Chaillot
- 1962 : Maison Trencavel, de Robert Collon, escenografía de Jean Mercure, Théâtre Montparnasse
- 1963 : Un mes en el campo, de Iván Turguénev, escenografía de André Barsacq, Théâtre de l'Atelier
- 1963 : Le Satyre de la Villette, de René de Obaldia, escenografía de André Barsacq, Théâtre de l'Atelier
- 1965 : Un mes en el campo, de Iván Turguénev, escenografía de André Barsacq, Théâtre des Célestins
- 1965 : Caviar ou Lentilles, de Giulio Scarnacci y Renzo Tarabusi, escenografía de Gérard Vergez, Théâtre Michel
- 1971 : La Forêt, de Alexandre Ostrovski, escenografía de André Barsacq, Théâtre de l'Atelier
- 1975 : Le Pape kidnappé, de João Bethencourt, escenografía de René Clermont, Théâtre Édouard VII
- 1975 : Le Roi des cons, de Georges Wolinski, escenografía de Claude Confortès, Théâtre de la Gaîté-Montparnasse

## Filmografía

### Cine
- 1966 : Rey de Corazones, de Philippe de Broca
- 1967 : Ballade pour un chien, de Gérard Vergez
- 1967 : Le Voleur, de Louis Malle
- 1967 : Toutes folles de lui, de Norbert Carbonnaux
- 1968 : Pour un amour lointain, de Edmond Séchan
- 1968 : La Louve solitaire, de Édouard Logereau
- 1969 : La Fiancée du pirate, de Nelly Kaplan
- 1969 : Z, de Costa-Gavras
- 1969 : L'Auvergnat et l'Autobus, de Guy Lefranc
- 1969 : La Vía Láctea, de Luis Buñuel
- 1970 : La Horse, de Pierre Granier-Deferre
- 1970 : Borsalino, de Jacques Deray
- 1971 : Les Mariés de l'an II, de Jean-Paul Rappeneau
- 1971 : Doucement les basses, de Jacques Deray
- 1972 : Décembre, de Mohammed Lakhdar-Hamina
- 1972 : La Violenza: Quinto potere, de Florestano Vancini
- 1972 : L'Étrangleur, de Paul Vecchiali
- 1973 : Home Sweet Home, de Liliane de Kermadec
- 1973 : La Raison du plus fou, de Raymond Devos y François Reichenbach
- 1973 : La Proprietà non è più un furto, de Elio Petri
- 1973 : L'Histoire très bonne et très joyeuse de Colinot trousse-chemise, de Nina Companeez
- 1974 : Tendre Dracula, de Pierre Grunstein
- 1974 : Dites-le avec des fleurs, de Pierre Grimblat
- 1974 : La moutarde me monte au nez, de Claude Zidi
- 1974 : Bons baisers... à lundi, de Michel Audiard
- 1975 : Aloïse, de Liliane de Kermadec
- 1975 : Une baleine qui avait mal aux dents, de Jacques Bral
- 1975 : Section spéciale, de Costa-Gavras
- 1975 : Souvenirs d'en France, de André Téchiné
- 1975 : Adieu poulet, de Pierre Granier-Deferre
- 1975 : L'Incorrigible, de Philippe de Broca
- 1976 : Mado, de Claude Sautet
- 1976 : L'Aile ou la Cuisse, de Claude Zidi
- 1976 : Barocco, de André Téchiné
- 1977 : L'Animal, de Claude Zidi
- 1977 : Mort d'un pourri, de Georges Lautner
- 1978 : La Zizanie, de Claude Zidi
- 1978 : Ils sont fous ces sorciers, de Georges Lautner
- 1978 : Les Ringards, de Robert Pouret
- 1979 : Je vous ferai aimer la vie, de Serge Korber
- 1979 : Caro papà, de Dino Risi
- 1979 : Milo-Milo, de Níkos Perákis
- 1980 : Yo soy fotogénico, de Dino Risi
- 1980 : Le Bar du téléphone, de Claude Barrois
- 1980 : Inspecteur la Bavure, de Claude Zidi
- 1981 : Est-ce bien raisonnable ?, de Georges Lautner
- 1983 : Un chien dans un jeu de quilles, de Bernard Guillou
- 1983 : Équateur, de Serge Gainsbourg
- 1983 : Papy fait de la résistance, de Jean-Marie Poiré
- 1984 : Carmen, de Francesco Rosi
- 1984 : Los locos defensores de la ley (Les Ripoux), de Claude Zidi
- 1985 : Le Matou, de Jean Beaudin
- 1985 : L'Arbre sous la mer, de Philippe Muyl
- 1986 : Le Débutant, de Daniel Janneau
- 1987 : Flag, de Jacques Santi
- 1987 : Jubiabá, de Nelson Pereira dos Santos
- 1987 : Dernier Été à Tanger, de Alexandre Arcady
- 1987 : Les Deux Crocodiles, de Joël Séria
- 1988 : Terre sacrée, de Emilio Pacull
- 1989 : African Timber, de Peter F. Bringmann
- 1990 : Plein fer, de Josée Dayan
- 1992 : Léolo, de Jean-Claude Lauzon
- 1993 : Je m'appelle Victor, de Guy Jacques
- 1997 : Violetta la reine de la moto, de Guy Jacques
- 1997 : Que la lumière soit !, de Arthur Joffé
- 2001 : J'ai faim !!!, de Florence Quentin
- 2003 : Clandestino, de Paule Muxel

### Actor de voz
- 1972 : El padrino: voz de Sterling Hayden(primer doblaje)
- 1989 : El golpe de menhir
- 1991 : Robinson et compagnie

### Televisión
- 1958 : Misère et Noblesse, de Eduardo Scarpetta  (telefilm)
- 1961-1966 : Le Théâtre de la jeunesse (serie TV)
- 1962 : Quatrevingt-treize, de Alain Boudet (telefilm)
- 1963 : Le Chevalier de Maison-Rouge, de Claude Barma (serie TV)
- 1963 : La Chasse ou l'amour ravi (telefilm)
- 1964 : Les Cabinets particuliers (telefilm)
- 1964 : Woyzeck, de Marcel Bluwal (telefilm)
- 1965 : Rocambole, de Jean-Pierre Decourt (serie TV)
- 1965 : Une nuit sans lendemain, de Lazare Iglesis (telefilm)
- 1966 : Joseph Rouletabille, de Jean-Charles Lagneau (serie TV)
- 1967 y 1975 : Au théâtre ce soir (serie TV)
- 1971 : Le Malade imaginaire, de Claude Santelli (telefilm)
- 1971 : Bouvard et Pécuchet, de Robert Valey (telefilm)
- 1973 : On l'appelait Tamerlan, de Jacques Trébouta (telefilm)
- 1974 : La Famille Grossfelder, de Jean L'Hôte (telefilm)
- 1977 : Les Borgia ou le sang doré, de Alain Dhenault (telefilm)
- 1978 : Histoires de voyous, de Denys de La Patellière (telefilm)
- 1981 : Le Sang des Atrides, de Sam Itzkovitch (telefilm)
- 1982 : Le Secret des Andrônes, de Sam Itzkovitch (telefilm)
- 1982 : Les Joies de la famille Pinelli, de Jean L'Hôte (telefilm)
- 1982 : Les Tribulations de Manuel, de Hervé Baslé (telefilm)
- 1983 : Les Beaux Quartiers, de Jean Kerchbron (telefilm)
- 1983 : La Métamorphose, de Jean-Daniel Verhaeghe
- 1984 : Un homme va être assassiné, de Dolorès Grassian (telefilm)
- 1985 : Antonio Stradivari, de Jacques Kirsner (telefilm)
- 1986 : Série noire: Pour venger pépère, de Joël Séria
- 1988 : Sueurs froides, de Romain Goupil (serie TV)
- 1989 : Cinéma 16 (serie TV)
- 1991 : Commissaire Chabert: Le tueur du zodiaque (telefilm)
- 1993 : Si le loup y était, de Michel Sibra (telefilm)
- 1993 : Martineau... et le portrait de femme, de Daniel Moosmann (telefilm)
- 1994 : Chèques en boîte, de Nicolas Gessner (telefilm)
- 1994 : Le Cri coupé, de Miguel Courtois (telefilm)
- 1994 : Commissaire Chabert: Mort d'une fugitive (telefilm)
- 1995 : Le Malingot, de Michel Sibra (telefilm)
- 1995 : L'Audace d'y croire, de Massimo Manganaro y Jean-Pierre Spiero (telefilm)
- 1996 : Le Secret de Julia, de Philomène Esposito (telefilm)
- 1997 : La Bastide blanche, de Miguel Courtois (telefilm)
- 1998 : Qui mange qui ?, de Dominique Tabuteau (telefilm)
- 1998 : Ça commence à bien faire ! de Patrick Volson (telefilm)
- 1999 : La Nuit des hulottes, de Michaëla Watteaux (telefilm)
- 2001 : Méditerranée, de Henri Helman (serie TV)
- 2002 : Le Secret de la belle de Mai, de Patrick Volson (telefilm)
- 2002 : Qui mange quoi ?, de Jean-Paul Lilienfeld (telefilm)
- 2003 : Lagardère, de Henri Helman (telefilm)
- 2004 : Qui mange quand ?, de Jean-Paul Lilienfeld (telefilm)